# 直元流
直元流（ちょくげんりゅう）は、弘前藩の笠井伝右衛門が開いた剣術と長刀の流派。

## 歴史
笠井伝右衛門が開いた剣術と大長刀の流派であり長く笠井家で家伝として行われていた。
笠井伝右衛門は當田流を浅利伊兵衛均禄から学んでいたが、1716年（享保元年）に一流を編み出して直元流と名付けたとされる。
1782年（天明2年）笠井園右衛門から三上鋭助が免許皆伝を受けて継承した。
三上鋭助は直元流をもって津軽藩に仕えた。三上鋭助の養子である三上貫一は姓を白取と改めた。
白取家は代々津軽藩の指南役となった。
小野派一刀流の笹森順造は白取家四代目の白取千代次郎から大長刀を学んだ。また笹森順造は白取家五代目の白取イチ子から直元流の指導を受けた。

## 内容
剛力の者の武器として用いられた大長刀術を使用する。
大長刀は全長九尺以上（約272.7cm）、刀部は一尺八寸（約55㎝）、柄七尺（212.1cm）、石突二寸（約6㎝）とされている。女子が学ぶ場合は大長刀の長さを七尺（212.1cm）とした。
大長刀表目録
太刀合　九形
棒合　　七形
直槍合　七形
直槍合　三形
仕合構　十二構左右
大長刀裏目録
十文字合　八形
奥位直槍合　八形
大長刀許極意
相長刀　三形
入身仕合膚十形変化本格
仕合秘決
位ノ事目付ノ事
心明ノ目附け
兵法箇条伝二十ヶ条
大長刀許秘術
方円無量ノ大事、
方円万字ノ曲尺
直伝三振
兵法箇条伝三十ヶ条など

## 系譜
流祖の笠井伝右衛門は笠井園右衛門の曽祖父に当たる。
- 笠井伝右衛門儀直（笠井伝右衛門定勇）
- 笠井藤左衛門右伝
- 笠井碇人儀右
- 笠井園右衛門儀親
- 三上鋭助
- 白取貫一（三上の養子）
- 白取惣次郎
- 白取東一
- 白取千代次郎
- 白取イチ子